# Gōyō gakusha
Gōyō gakusha (japanisch 御用学者, deutsch Gefälligkeitsgelehrte, auch Gefälligkeits-Wissenschaftler, käufliche Wissenschaftler, Experten im Dienst von Industrie und Politik; englisch embedded scholars, government-patronized scholars oder allied scientists, allied flunkies).
Der pejorative Begriff gōyō gakusha beschreibt ein verbreitetes Phänomen japanischer hegemonialer Praktiken zum Zweck der strategischen Durchsetzung staatlicher und wirtschaftlicher Interessen. Mit Hilfe der Gefälligkeitsgelehrten werden zielführende Expertisen und Gutachten angefertigt, die die Darstellung der Regierung auf scheinbar neutraler Ebene bestätigen und den Narrativen der herrschenden Eliten Glaubwürdigkeit verleihen. Durch die wissenschaftsbasierten Propagandamaßnahmen möchte man bei schwierigen Themen größere Akzeptanz aufseiten der Bevölkerung erzielen.
Wissenschaftler, die ihre Expertise den jeweiligen mächtigen Interessenvertretern oder einschlägigen Institutionen zur Verfügung stellen, gehören meist renommierten Universitäten (z. B. Universität Tōkyō) an. Sie unterhalten häufig langfristige enge Verbindungen zu den Konzernen zu deren Gunsten sie sich äußern, während kritische Journalisten in Japan die Sachverhalte aufdecken und den Status der Wissenschaftler mit dem entlarvenden Terminus öffentlich machen.
Die innerjapanische Debatte um käufliche Wissenschaft flammte vor allem nach der Dreifachkatastrophe von Fukushima (3/11) im Jahr 2011 auf. Publizisten wie Makoto Sataka 佐高信 (* 1945) enthüllten eine Liste bezahlte Wissenschaftler und sogenannter Kulturmenschen (bunkajin) oder Medienpersönlichkeiten, die man als Sprecher für die Atomlobby – als Machtkonglomerat oft das nukleare Dorf (genpatsu mura 原発ムラ) genannt – im Land entdeckt hat. Unter ihnen seien der Anatom, Hirnforscher und Bestsellerproduzent Yōrō Takeshi 養老孟司 (* 1937), der bekannte Hirnforscher und Publizist (Thema seiner Bücher u. a.: japanische Weisheit und Lebenskunstkonzepte wie ikigai, nagomi) Mogi Ken`ichirō (Ken) 茂木健一郎 (* 1962), der erste Direktor des nicht unumstrittenen Forschungszentrums Nichibunken, der seinerzeit einflussreiche Religionsforscher und einflussreiche Regierungsberater Umehara Takeshi 梅原猛 (1925–2019), der Schauspieler und TV Star Beat Takeshi ビートたけし (* 1947), der Religionshistoriker, „spirituelle Intellektuelle“ (reiseiteki chishikijin) und dritte, ehemalige Direktor des Nichibunken, Yamaori Tetsuo 山折哲雄 (* 1931), seines Zeichens Buddhismusforscher, sowie die Autorin Ogino Anna 荻野アンナ (* 1956).
Kritiker wie der frühere Werbespezialist Honma Ryū 本間 龍 (* 1962) haben im Zusammenhang mit der Atomindustrie seit geraumer Zeit auf den Klüngel zwischen Konzernen und Wissenschaft hingewiesen. Der Einsatz von Gefälligkeitswissenschaftlern findet jedoch ebenso in anderen Kontexten statt und wird generell der Struktur eines „japanischen Netzwerkstaats“ (Kevenhörster) zugeschrieben, der sich in erster Linie als Machtstruktur des Dreiecks aus Politikern, Beamten und Unternehmern (seikangyō toraianguru 政官業トライアングル) darstelle. Dieses „eiserne Dreieck“ würde von vielfältigen Interessenverflechtungen zwischen den Gruppen getragen und funktioniere als Klientelismus durch reziproke Patronage. Korruption kennzeichne die Strukturen, wobei die tatsächliche Macht nicht bei den Volksvertretern in der Politik liege, sondern bei Vertretern der Elite, die sich dem öffentlichen Blick und dem demokratischen Verfahren weitgehend entzögen.